# Булигін Сергій Іванович
Булигін Сергій Іванович (10 липня 1963, Новосибірська область) — радянський і білоруський біатлоніст, олімпійський чемпіон 1984 р. в естафеті 4 х 7,5 км (с Д. Васильєвим, Ю. Кашкаровим і А. Шалною),  4-кратний чемпіон світу в естафеті 4х7,5 км (1983, 1985, 1986) і в командній гонці на 10 км (1989), здобував перемоги у чемпіонатах СССР (1983-85).